# Girônimo Zanandréa
Girônimo Zanandréa (* 9. Juni 1936 in São Valentim; † 3. November 2019 in Erexim) war ein brasilianischer Geistlicher und römisch-katholischer Bischof von Erexim.

## Leben
Girônimo Zanandréa empfing nach seinem Studium der Philosophie und Theologie am Großen Seminar Unserer Lieben Frau von der Empfängnis in Viamão am 3. Juli 1964 die Priesterweihe für das Bistum Erexim. Er war 1965 bis 1966 Lehrer am Fatima-Seminar in Erechim. 1967 wurde er geistlicher Leiter und Professor am Priesterseminar Jesu in Tapera sowie von 1968 bis 1972 Professor am Fatima-Seminar von Erechim, wo er 1973 bis 1977 zudem das Rektorat innehatte. Girônimo Zanandréa war von 1969 bis 1987 zudem als Professor für Philosophie und wissenschaftliche Forschungsmethodik am Hochschulzentrum von Erechim (CESE-FAPES) tätig. 1983 bis 1985 absolvierte er ein Dogmatisches Theologiestudium an der Päpstlichen Gregorianischen Universität in Rom. Von 1985 bis 1995 war er Professor am Institut für Theologie und Pastoral (ITEPA).
Papst Johannes Paul II. ernannte ihn am 16. November 1987 zum Koadjutorbischof von Erexim. Der Apostolische Nuntius in Brasilien, Erzbischof Carlo Furno, spendete ihm am 17. Januar des nächsten Jahres die Bischofsweihe; Mitkonsekratoren waren João Aloysio Hoffmann, Bischof von Erexim, und João Cláudio Colling, Erzbischof von Porto Alegre.
Mit der Emeritierung João Aloysio Hoffmanns am 26. Januar 1994 folgte er ihm als Bischof von Erexim nach. Am 6. Juni 2012 nahm Papst Benedikt XVI. das von Girônimo Zanandréa aus Altersgründen vorgebrachte Rücktrittsgesuch an.
Sein Grab befindet sich in der Bischofsgruft an der Kathedrale von Erexim.